# Guy Hauray
 (mars 2016).
Si vous disposez d'ouvrages ou d'articles de référence ou si vous connaissez des sites web de qualité traitant du thème abordé ici, merci de compléter l'article en donnant les références utiles à sa vérifiabilité et en les liant à la section « Notes et références ».
Guy Hauray, né à Saint-Malo le 11 février 1943 et mort à Montréal le 8 août 2020, est un homme d'affaires, coach mental, producteur, promoteur et commentateur sportif franco-canadien. 

## Biographie
Dans sa jeunesse, il est champion d'arts martiaux et devient le premier occidental à battre les japonais[réf. nécessaire] lors du championnat du monde de karaté tenu en Floride en 1965.
Il s'expatrie aux États-Unis en 1966. À partir de l'année 1977, il devient coach d'artistes (Cyndi Lauper, Tina Turner, Richard Gere, Nicolas Cage, John Travolta, Michael Douglas, Jean-Paul Belmondo ou encore Mister T.) et consultant auprès d'hommes d'affaires comme Vince McMahon, Donald Trump ou Ted Turner. Il propose des formations sur la gestion du stress, du burn-out ou la prise de parole en public.  En 1979, il décroche un doctorat en psychologie cognitive et comportementale à l'Université d'Irvine et un master en anthropologie sociale à l'Université de Berkeley. Il parcourt le monde à la rencontre de peuples primitifs afin d'étudier la psychologie humaine. 
Il devient également homme d'affaires et va monter jusqu'à huit société différentes à partir de 1979 (Canada Inc., Les Boutiques Edouard Carpentier, Telcstop Canada Inc., Concept Plus, Poly-Spec Télé Vidéo...).
En 1980, son ami Edouard Carpentier lui propose de s'occuper ensemble d'une émission de télévision de lutte professionnelle (catch) à la télévision québécoise à travers sa société Poly-Spec Télé Vidéo avec laquelle il réalise, produit et commercialise les émissions de lutte (Les Super Étoiles de la lutte) qu'il commente également avec Carpentier. Il continue ses activités de coaching en parallèle.
En janvier 1985, Hauray et Carpentier rejoignent la World Wrestling Federation (aujourd'hui WWE, fédération implantée aux États-Unis). À partir de ce moment-là, Poly-Spec Télé Vidéo détient les droits des versions francophones des émissions américaines qu'elle produit et distribue au Québec (Pathonic, puis Télé Métropole puis TQS) puis bientôt en France (Canal+), Belgique (RTL-TVI puis Canal+ Belgique) et Afrique francophone (Canal+ Horizons) (Les Superstars du catch). La société produit également des cassettes vidéos de combats pour le marché québécois.
Il est nommé vice-président des opérations européennes à la WWE. Il est chargé de tout ce qui touche à la francophonie (production des émissions télé francophones, lien avec les chaines de télévision, organisation de galas dans les pays francophones, commercialisation de produits dérivés) tout en apparaissant à l'écran comme commentateur.
En parallèle en 1985, il développe une méthode de coaching et de préparation mentale d’un type nouveau qu'il dénomme neurocoaching, destinée à gérer tous les types de stress (performance, burn-out, post-traumatique, post-opératoire).
En 1994, il quitte la WWE après que celle-ci a décidé de produire ses émissions francophones dans ses propres studios aux États-Unis. Il se consacre à plein temps à sa méthode de neurocoaching et fonde l'« Institut de Profilage et de Neuro-Coaching » à Montréal. Il parcourt le monde afin de former des coachs à sa méthode.
Très impliqué dans les causes humanitaires et caritatives, il joue un rôle important dans la fondation Rêves d'enfants et l'organisation des jeux paralympiques.[réf. nécessaire]
Il meurt d'un cancer à Montréal le 8 août 2020, à l'âge de 77 ans.

## Publication
- Guy Hauray, Lumières : les clés de l'énergie (trousse composée d'un cd et d'un livret-guide), Éditions CESAM, Montréal, 1998.  (ISBN 2922509001)